# یان بوروما
یان بوروما (زاده ۲۸ دسامبر ،۱۹۵۱) نویسنده و تاریخ‌دان هلندی است که در ایالات متحده کار و زندگی می‌کند. بیشتر کار او روی فرهنگ آسیا، به‌ویژه چین و ژاپن قرن بیستم تمرکز کرده‌است. او از سال ۲۰۰۳ در کالج بارد استاد پاول وی. ویلیامز در حقوق بشر و روزنامه‌نگاری بوده‌است.

## بورسیه
بوروما برای مشارکت همه‌جانبه بریتانیا در اتحادیه اروپا تلاش می‌کند به خاطر آن که آن‌ها قویترین مدافع اقتصاد آزاد در تجارت و سیاست هستند.

## جوایز
بروما در سال ۲۰۰۸ جایزه اراسموس را دریافت کرد. این جایزه به کسانی داده می‌شود که مشارکت استثنایی در فرهنگ، علوم اجتماعی اروپا یا بقیه دنیا داشته باشند.
در سال ۲۰۱۰ نام او در لیست ۱۰۰ متفکر برتر جهان که توسط مجلهٔ فارین‌پالیسی تهیه شده بود قرار گرفت.